# Chiesa di Santa María (Villena)
La chiesa di Santa María, dedicata alla Madonna, è una chiesa situata a Villena, in provincia di Alicante, in Spagna.

## Storia
La chiesa di Santa María venne eretta sopra un'antica moschea musulmana nel XVI secolo per essere convertita nella chiesa di Santa María o del Rabal. Fu costruita in stile gotico valenzano. Ha una sola navata, che sembra dividersi in tre quando incontra i contrafforti interni. Si può notare lo stile rinascimentale nella porta interna che dà alla sacrestia. La facciata è incorniciata da un portico barocco, mentre la torre è paragonabile a quella della vicina chiesa di Santiago. Una della campane, quella chiamata "Campanica de la Virgen", proviene dall'antica Torre del Orejón.
L'edificio fu incendiato durante la guerra civile spagnola e il presbiterio scomparì, per essere ricostruito nel 1948.